# Emma Maria Walrond
Pour les articles homonymes, voir Walrond.
Emma Maria Walrond, née Emma Maria Evans (1859-1943) est une peintre néo-zélandaise, spécialisée dans les paysages et principalement ceux de l'île du Nord. 

## Biographie
Née en Angleterre, Emma Maria Evans est la fille de Thomas Fisher Evans. En 1881, elle épouse le néo-zélandais Robert Bruce Walrond. Ensemble, ils s'installent à Auckland et deviennent parents d'un fils, nommé Cecil. 
Elle étudie l'art au Wrights' Studio de Frank and Walter Wright et obtient un prix en 1892. 
Elle commence à exposer ses travaux à la fin des années 1880, principalement sous le nom de Mrs. E.M. Walrond. En 1898, elle participe à l'exposition collective Auckland Industrial and Mining. 
Sa peinture évolue, de la représentation de nature morte florale aux paysages de la campagne de l'île du Nord pour lesquels elle est la plus connue. Elle utilise à la fois la peinture à l'huile et l'aquarelle et réussit à vendre une grande partie de son travail. 
Une partie de ses toiles appartient à la collection de la Bibliothèque nationale de Nouvelle-Zélande. 

## Notes et références

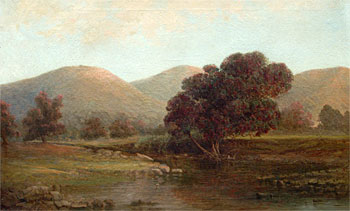
Warrens Creek, Port Fitzroy, sur l'île de la Grande Barrière par Emma Maria Walrond, datant de 1900.